# لیبرتی لوئیزیانا
لیبرتی لوئیزیانا (به انگلیسی: Liberty) یک منطقهٔ مسکونی در ایالات متحده آمریکا است که در لوئیزیانا واقع شده‌است. لیبرتی لوئیزیانا ۶۰٫۹۶ متر بالاتر از سطح دریا قرار دارد.